# عصام المحايري
عصام المحايري (1918-2022) يعد من القيادات التاريخية للحزب السوري القومي الاجتماعي حيث كان رئيسا له ولمجلسه الأعلى في كثير من محطات الحزب التاريخية على مدى سبعة عقود.
أنتسب إلى الحزب السوري القومي الإجتماعي في عام 1944. أنتخب نائبا في الجمعية التأسيسية ومجلس الشعب السوري عام 1949 الذي وضع أول دستور لسوريا بعد الاستقال.
اليوم 14/5/20022 توفي الأمين عصام محايري عن عمر تجاوز المائة عام

## حياته
ولد في دمشق في حي القيمرية عام 1918. درس في مدرسة الآسية وتخرج من كلية الحقوق جامعة دمشق. يتقن اللغتين الفرنسية والانجليزية. متزوج ولديه ثلاثة أبناء. توفي في دمشق عام 2022.

## حياته السياسية
أنتسب إلى الحزب السوري القومي الإجتماعي في عام 1944 وكان منفذ عام دمشق في العام 1949 عندما أعدم زعيم الحزب أنطون سعادة بعد تسليمه إلى الحكومة اللبنانية من قبل حسني الزعيم.
أنتخب نائبا في الجمعية التأسيسية والبرلمان السوري عام 1949 ممثلا للحزب السوري القومي الإجتماعي.
عمل رئيس تحرير جريدة البناء التابعة للحزب السوري القومي الاجتماعي في فترة الخمسينات.
أعتقل بعد حملة شرسة من قبل رئيس المكتب الثاني عبد الحميد السراج ضد قيادات الحزب السوري القومي الاجتماعي على إثر اغتيال العقيد عدنان المالكي في نيسان 1955. أمضى في السجن حوالي العشر سنوات.
بعد إطلاق سراحه في أيلول 1964، أنتخب رئيسا للحزب في الوقت الذي كان به الحزب محظوراً في لبنان وسوريا. في العام 1968 اعتقل مجددا بحجة العمل ضمن قيادات حزب محظور وتم الحكم عليه لمدة عامين.
بعد خروجه من السجن في العام 1970، انتقل إلى لبنان حيث استمر في العمل الحزبي وانتخب رئيسًا للمجلس الأعلى ( السلطة التشريعية العليا في الحزب).
أشرف وساهم على توحيد جناحي الحزب سنة 1978 بعد عودته من أميركا الجنوبية.
كان رئيسا للحزب في العام 1987 وكان من بين العاملين الأساسيين على إعادة توحيد الحزب عام 1998.
في العام 1982 وبعد الاجتياح الإسرائيلي لبيروت أثناء الحرب الاهلية، انتقل للإقامة في دمشق. و استمر بالعمل الحزبي بين دمشق وبيروت.
بعد العام 2000، قاد العمل الحزبي في سوريا كرئيس المكتب السياسي للحزب وفي العام 2005 ضم الحزب السوري القومي الإجتماعي إلى الجبهة الوطنية التقدمية وسمي عضو في القيادة المركزية للجبهة الوطنية التقدمية ممثلا للحزب.
أعلن المحايري في عام 2012 عن تأسيس جناح أخر عن الحزب الأساسي ورخص في سوريا تحت اسم الحزب السوري القومي الاجتماعي في الجمهورية العربية السورية (الأمانة) وكان ذلك امتثالا لقانون التعديدية الحزبية الصادر في سوريا في ذلك العام الذي منع ترخيص أي حزب قيادته خارج حدود الجمهورية العربية السورية.
تقاعد من العمل الحزبي والسياسي بعد أكثر من سبعين عام امضاها داخل صفوف الحزب السوري القومي الاجتماعي.